# Liga Deportiva de General Arenales
La Liga Deportiva de General Arenales es una liga regional de fútbol en la provincia de Buenos Aires, República Argentina. Tiene su sede en la intersección de las calles Córdoba y Alberdi de la ciudad de Ascensión, y fue fundada el 20 de julio de 1930 bajo el nombre de Asociación Deportiva de General Arenales. Su jurisdicción comprende al partido de General Arenales, al igual que la localidad juninense de Agustina.
La Liga está afiliada a la Asociación del Fútbol Argentino a través de su ente rector del fútbol indirectamente afiliado, el Consejo Federal del Fútbol Argentino. Esto permite a los campeones de la Liga competir en el Torneo Regional Federal Amateur, que representa la cuarta categoría del fútbol argentino y abre la vía para el ascenso a categorías que desembocan en la Primera División. Para la edición 2023/24 está clasificado el Club Colonial de Ferré mediante licencia deportiva y mérito deportivo

## Historia
El fútbol en el partido de Gral. Arenales se comenzó a practicar desde la década del 1900. En esos años los encuentros eran esporádicos y los organizaban entre los mismos clubes. Para mediados del año 1930 (20 de Julio) se formó la primera comisión de fútbol bajo el nombre de Asociación Deportiva de General Arenales, que años más tarde pasó a llamarse Liga Independiente de General Arenales.
Posteriormente, el día 22 de julio de 1968, se consiguió la afiliación oficial a la Asociación del Fútbol Argentino bajo el nombre de Liga Deportiva General Arenales, nombre que se mantiene en la actualidad. Su primer presidente fue Obdulio Gerola, reemplazado por Omar Barbagelatta, hasta que en 1980 asumió la presidencia Héctor Lasalle, quien se mantuvo en ese cargo por 19 años. Durante la presidencia de Lasalle, la Liga se trasladó a su sede actual, ubicada en la esquina de Córdoba y Alberdi de la ciudad de Ascensión.
En la actualidad desde La Liga se organizan torneos de Primera División y Sub-23 en categorías mayores; y de Cuarta, Sexta, Octava, Novena, Décima e Infantiles en categorías menores; y desde el año 2005 hasta el año 2017 se organizaron alianzas deportivas con otras ligas de la región como las de Junín, Chacabuco, Bragado, Rojas, Salto y Colón. En 2023 esta unión regional se volvió a concretar, integrando a la Liga de Fútbol de Pergamino, aunque sin la presencia de las Ligas de Bragado y Salto.

### Clubes destacados
- Colonial (Ferré): Participó de la edición 2017 del Torneo Federal B.

## Clubes registrados

### Clubes activos de fútbol masculino en 2023
Los siguientes clubes están participando de la edición 2023 del Torneo Clausura de la Liga con categorías masculinas.
| Equipo                                                                                   | Ciudad           | Primera | Reserva | Formativas | Notas |
| ---------------------------------------------------------------------------------------- | ---------------- | ------- | ------- | ---------- | --- |
| Arenales Foot-Ball Club                                                                  | General Arenales | Si      | Si      | Si         | |
| Asociación Cultural y Deportiva Huracán Foot-Ball Club y Biblioteca Bernardino Rivadavia | Arribeños        | Si      | Si      | Si         | |
| Club Atlético Agustina                                                                   | Agustina         | Si      | Si      | No         | |
| Club Social y Deportivo 12 de Octubre                                                    | Ferré            | Si      | Si      | Si         | |
| Club Social y Deportivo Colonial                                                         | Ferré            | Si      | Si      | Si         | |
| Club Social y Deportivo Ascensión                                                        | Ascensión        | Si      | Si      | Si         | Formado a partir de la fusión de las entidades Club Social de Estación Ascensión y Ascensión Fútbol Club.            |
| Club Social y Deportivo Belgrano                                                         | General Arenales | Si      | Si      | Si         | Participó del Torneo Apertura 2023. No participa del Torneo Clausura.                                                |
| Singlar Club Social y Deportivo                                                          | Ascensión        | Si      | Si      | Si         | Originalmente fundado como Xinglar Club, cambio de nombre en 1959 debido a requerimientos de la personería jurídica. |

### Otros Clubes
Los siguientes clubes estuvieron en algún momento afiliados a la Liga Deportiva de Chacabuco, pero están participando en otras ligas, están desafiliados o han desaparecido.
| Equipo                                                 | Ciudad             | Estado en 2023 | Notas |
| ------------------------------------------------------ | ------------------ | -------------- | ----- |
| Alvear Foot-Ball Club                                  | Desvío Km. 95      | Desafiliado    |       |
| Club Atlético Fortín Tiburcio                          | Fortín Tiburcio    | Desafiliado    |       |
| Club Atlético La Pinta                                 | La Pinta           | Desaparecido   |       |
| Club Atlético Once Estrellas                           | Ascensión          | Desafiliado    |       |
| Club Juvenil Escuela Agrotécnica Salesiana La Trinidad | Ferré              | Desafiliado    |       |
| Club Las Mercedes                                      | Ascensión          | Desafiliado    |       |
| Club Sportivo Estación Arenales                        | Estación Arenales  | Desaparecido   |       |
| Defensores Foot-Ball Club                              | La Pinta           | Desaparecido   |       |
| Ham Racing Club                                        | Ascensión          | Desafiliado    |       |
| Juventud Unida                                         | Estación Ascensión | Desafiliado    |       |
| La Pinta Foot-Ball Club                                | La Pinta           | Desafiliado    |       |
| Los Diablos Rojos Social y Deportivo                   | La Angelita        | Desafiliado    |       |

## Historial de campeones
Los siguientes son los campeones de todos los torneos disputados en la Liga. Para estos fines, se contabilizan en conjunto los campeonatos de la entidad como Asociación Deportiva y como Liga Deportiva.

### Como Liga Independiente de Fútbol de General Arenales

#### Por año
| Año  | Campeonato    | Ganador                  | Ciudad             |
| ---- | ------------- | ------------------------ | ------------------ |
| 1930 | Único         | Arenales F.C.            | General Arenales   |
| 1931 | Único         | Huracán                  | Arribeños          |
| 1932 | No se disputó | No se disputó            | No se disputó      |
| 1933 | Único         | Huracán                  | Arribeños          |
| 1934 | Único         | Huracán                  | Arribeños          |
| 1935 | Único         | Singlar Club             | Ascensión          |
| 1936 | Único         | Huracán                  | Arribeños          |
| 1937 | Único         | Sportivo F.C.            | Estación Arenales  |
| 1938 | Único         | Huracán                  | Arribeños          |
| 1939 | Sin registros | Sin registros            | Sin registros      |
| 1940 | Sin registros | Sin registros            | Sin registros      |
| 1941 | Sin registros | Sin registros            | Sin registros      |
| 1942 | Sin registros | Sin registros            | Sin registros      |
| 1943 | Sin registros | Sin registros            | Sin registros      |
| 1944 | Sin registros | Sin registros            | Sin registros      |
| 1945 | Sin registros | Sin registros            | Sin registros      |
| 1946 | Sin registros | Sin registros            | Sin registros      |
| 1947 | Sin registros | Sin registros            | Sin registros      |
| 1948 | Sin registros | Sin registros            | Sin registros      |
| 1949 | Sin registros | Sin registros            | Sin registros      |
| 1950 | Único         | Once Estrellas           | Ascensión          |
| 1951 | No se disputó | No se disputó            | No se disputó      |
| 1952 | Único         | Singlar Club             | Ascensión          |
| 1953 | Único         | Atlético Fortín Tiburcio | Fortín Tiburcio    |
| 1954 | No se disputó | No se disputó            | No se disputó      |
| 1955 | No se disputó | No se disputó            | No se disputó      |
| 1956 | Único         | Juventud Unida           | Estación Ascensión |
| 1957 | Único         | Juventud Unida           | Estación Ascensión |
| 1958 | Único         | Juventud Unida           | Estación Ascensión |
| 1959 | Único         | Juventud Unida           | Estación Ascensión |
| 1960 | Único         | Once Estrellas           | Ascensión          |
| 1961 | Único         | Singlar Club             | Ascensión          |
| 1962 | Único         | Las Mercedes             | Ascensión          |
| 1963 | Único         | Colonial                 | Ferré              |
| 1964 | Único         | Singlar Club             | Ascensión          |
| 1965 | Único         | Los Diablos Rojos        | La Angelita        |
| 1966 | Único         | Los Diablos Rojos        | La Angelita        |
| 1967 | Único         | Ham Racing Club          | Ascensión          |

#### Por club
| Equipo                                                    | Ciudad                                                    | Total | Campeonatos                                                      |
| --------------------------------------------------------- | --------------------------------------------------------- | ----- | ---------------------------------------------------------------- |
| Huracán                                                   | Arribeños                                                 | 5     | 1931, 1933, 1934, 1936, 1938                                     |
| Singlar Club                                              | Ascensión                                                 | 4     | 1935, 1952, 1961, 1964                                           |
| Juventud Unida                                            | Estación Ascensión                                        | 4     | 1956, 1957, 1958, 1959                                           |
| Once Estrellas                                            | Ascensión                                                 | 2     | 1950, 1960                                                       |
| Los Diablos Rojos                                         | La Angelita                                               | 2     | 1965, 1966                                                       |
| Arenales F.C.                                             | General Arenales                                          | 1     | 1930                                                             |
| Sportivo F.C.                                             | General Arenales                                          | 1     | 1937                                                             |
| Colonial                                                  | Ferré                                                     | 1     | 1963                                                             |
| Las Mercedes                                              | Las Mercedes                                              | 1     | 1962                                                             |
| Ham Racing Club                                           | Ascensión                                                 | 1     | 1967                                                             |
| Atlético Fortín Tiburcio                                  | Fortín Tiburcio                                           | 1     | 1953                                                             |
| Campeonatos desiertos/sin resolución/años sin campeonatos | Campeonatos desiertos/sin resolución/años sin campeonatos | 4     | 1932, 1951, 1954, 1955                                           |
| Campeonatos sin registros conocidos                       | Campeonatos sin registros conocidos                       | 11    | 1939, 1940, 1941, 1942, 1943, 1944, 1945, 1946, 1947, 1948, 1949 |

### Como Liga Deportiva de General Arenales

#### Por año
| Año  | Campeonato    | Ganador                       | Ciudad           |
| ---- | ------------- | ----------------------------- | ---------------- |
| 1968 | Único         | Ham Racing Club               | Ascensión        |
| 1969 | Único         | Colonial                      | Ferré            |
| 1970 | Único         | Huracán                       | Arribeños        |
| 1971 | Único         | Escuela Agrotécnica Salesiana | Ferré            |
| 1972 | Único         | Escuela Agrotécnica Salesiana | Ferré            |
| 1973 | Único         | Arenales F.C.                 | General Arenales |
| 1974 | Único         | Arenales F.C.                 | General Arenales |
| 1975 | Único         | Arenales F.C.                 | General Arenales |
| 1976 | Único         | Arenales F.C.                 | General Arenales |
| 1977 | Único         | Colonial                      | Ferré            |
| 1978 | Único         | Colonial                      | Ferré            |
| 1979 | Único         | 12 de Octubre                 | Ferré            |
| 1980 | Único         | Belgrano                      | General Arenales |
| 1981 | Único         | Arenales F.C.                 | General Arenales |
| 1982 | Único         | 12 de Octubre                 | Ferré            |
| 1983 | Único         | Arenales F.C.                 | General Arenales |
| 1984 | Único         | Arenales F.C.                 | General Arenales |
| 1985 | Único         | Arenales F.C.                 | General Arenales |
| 1986 | Único         | Arenales F.C.                 | General Arenales |
| 1987 | Único         | Colonial                      | Ferré            |
| 1988 | Único         | Arenales F.C.                 | General Arenales |
| 1989 | Único         | Belgrano                      | General Arenales |
| 1990 | Único         | Colonial                      | Ferré            |
| 1991 | Único         | Singlar Club                  | Ascensión        |
| 1992 | Único         | Arenales F.C.                 | General Arenales |
| 1993 | Único         | Arenales F.C.                 | General Arenales |
| 1994 | Único         | Arenales F.C.                 | General Arenales |
| 1995 | Apertura      | Colonial                      | Ferré            |
| 1995 | Clausura      | Colonial                      | Ferré            |
| 1996 | Único         | Singlar Club                  | Ascensión        |
| 1997 | Apertura      | Colonial                      | Ferré            |
| 1997 | Clausura      | Huracán                       | Arribeños        |
| 1998 | Único         | 12 de Octubre                 | Ferré            |
| 1999 | Único         | 12 de Octubre                 | Ferré            |
| 2000 | Único         | Singlar Club                  | Ascensión        |
| 2001 | Único         | Arenales F.C.                 | General Arenales |
| 2002 | Único         | Singlar Club                  | Ascensión        |
| 2003 | Único         | Arenales F.C.                 | General Arenales |
| 2004 | Único         | Social                        | Ascensión        |
| 2005 | Único         | Social                        | Ascensión        |
| 2006 | Único         | Singlar Club                  | Ascensión        |
| 2007 | Único         | Social                        | Ascensión        |
| 2008 | Único         | Singlar Club                  | Ascensión        |
| 2009 | Único         | Social                        | Ascensión        |
| 2010 | Único         | Social                        | Ascensión        |
| 2011 | Único         | Social                        | Ascensión        |
| 2012 | Único         | Social                        | Ascensión        |
| 2013 | Único         | Social                        | Ascensión        |
| 2014 | Único         | Social                        | Ascensión        |
| 2015 | Apertura      | Social                        | Ascensión        |
| 2015 | Clausura      | Social                        | Ascensión        |
| 2016 | Único         | Colonial                      | Ferré            |
| 2017 | Único         | Singlar Club                  | Ascensión        |
| 2018 | Apertura      | Arenales F.C.                 | General Arenales |
| 2018 | Clausura      | Singlar Club                  | Ascensión        |
| 2019 | Apertura      | Colonial                      | Ferré            |
| 2019 | Clausura      | Singlar Club                  | Ascensión        |
| 2020 | No se disputó | No se disputó                 | No se disputó    |
| 2021 | Único         | Huracán                       | Arribeños        |
| 2022 | Apertura      | Colonial                      | Ferré            |
| 2022 | Clausura      | Arenales F.C.                 | General Arenales |
| 2023 | Apertura      | Arenales F.C.                 | General Arenales |
| 2023 | Clausura      | Singlar Club                  | Ascensión        |
| 2024 | Apertura      | Belgrano                      | General Arenales |
| 2024 | Clausura      | En disputa                    | En disputa       |

#### Por club
| Equipo                                                    | Ciudad                                                    | Total | Campeonatos |
| --------------------------------------------------------- | --------------------------------------------------------- | ----- | --- |
| Arenales F.C.                                             | General Arenales                                          | 18    | 1973, 1974, 1975, 1976, 1981, 1983, 1984, 1985, 1986, 1988, 1992, 1993, 1994, 2001, 2003, 2018 (Apertura), 2022 (Clausura), 2023 (Apertura) |
| Social                                                    | Ascensión                                                 | 11    | 2004, 2005, 2007, 2009, 2010, 2011, 2012, 2013, 2014, 2015 (Apertura), 2015 (Clausura)                                                      |
| Colonial                                                  | Ferré                                                     | 11    | 1969, 1977, 1978, 1987, 1990, 1995 (Apertura), 1995 (Clausura), 1997 (Apertura), 2016, 2019 (Apertura), 2022 (Apertura)                     |
| Singlar Club                                              | Ascensión                                                 | 10    | 1991, 1996, 2000, 2002, 2006, 2008, 2017, 2018 (Clausura), 2019 (Clausura), 2023 (Clausura)                                                 |
| 12 de Octubre                                             | Ferré                                                     | 4     | 1979, 1982, 1998, 1999 |
| Huracán                                                   | Arribeños                                                 | 3     | 1970, 1997 (Clausura), 2021 |
| Belgrano                                                  | General Arenales                                          | 3     | 1980, 1989, 2024 (Apertura) |
| E.A.S.                                                    | Ferré                                                     | 2     | 1971, 1972 |
| Ham Racing Club                                           | Ascensión                                                 | 1     | 1968 |
| Campeonatos desiertos/sin resolución/años sin campeonatos | Campeonatos desiertos/sin resolución/años sin campeonatos | 1     | 2020 |

### Torneos interligas
| Edición                              | Ligas organizadoras | Campeón           | Ciudad    |
| ------------------------------------ | --- | ----------------- | --------- |
| 2005 Torneo General Arenales / Vedia | Liga Deportiva de General Arenales, Liga Deportiva Central Vedia | Social            | Ascensión |
| 2007 Torneo de las Cuatro Ligas      | Liga Deportiva del Oeste, Liga Deportiva de Chacabuco, Liga Bragadense de Fútbol, Liga Deportiva de General Arenales                                                                                      | Colonial          | Ferré     |
| 2008 Torneo de las Cuatro Ligas      | Liga Deportiva del Oeste, Liga Deportiva de Chacabuco, Liga Bragadense de Fútbol, Liga Deportiva de General Arenales                                                                                      | Ambos Mundos      | Junín     |
| 2009 Torneo de las Cuatro Ligas      | Liga Deportiva del Oeste, Liga Deportiva de Chacabuco, Liga Bragadense de Fútbol, Liga Deportiva de General Arenales                                                                                      | Social            | Ascensión |
| 2010 Torneo de las Siete Ligas       | Liga Deportiva del Oeste, Liga Deportiva de Chacabuco, Liga Bragadense de Fútbol, Liga Deportiva de General Arenales, Liga de Fútbol de Salto, Liga Deportiva de Colón, Liga Deportiva de Fútbol de Rojas | Defensores        | Salto     |
| 2011 Torneo de las Siete Ligas       | Liga Deportiva del Oeste, Liga Deportiva de Chacabuco, Liga Bragadense de Fútbol, Liga Deportiva de General Arenales, Liga de Fútbol de Salto, Liga Deportiva de Colón, Liga Deportiva de Fútbol de Rojas | Social            | Ascensión |
| 2012 Torneo de las Seis Ligas        | Liga Deportiva del Oeste, Liga Deportiva de Chacabuco, Liga Deportiva de General Arenales, Liga de Fútbol de Salto, Liga Deportiva de Colón, Liga Deportiva de Fútbol de Rojas                            | Jorge Newbery     | Junín     |
| 2013 Torneo de las Seis Ligas        | Liga Deportiva del Oeste, Liga Deportiva de Chacabuco, Liga Deportiva de General Arenales, Liga de Fútbol de Salto, Liga Deportiva de Colón, Liga Deportiva de Fútbol de Rojas                            | Social            | Ascensión |
| 2014 Torneo de las Seis Ligas        | Liga Deportiva del Oeste, Liga Deportiva de Chacabuco, Liga Deportiva de General Arenales, Liga de Fútbol de Salto, Liga Deportiva de Colón, Liga Deportiva de Fútbol de Rojas                            | Sportivo Barracas | Colón     |
| 2015 Torneo de las Tres Ligas        | Liga Deportiva de Fútbol de Rojas, Liga Deportiva de General Arenales, Liga Deportiva Central Vedia, Liga Amateur de Deportes de Lincoln                                                                  | El Linqueño       | Lincoln   |
| 2016 Torneo de las Tres Ligas        | Liga Deportiva de Fútbol de Rojas, Liga Deportiva de General Arenales, Liga Deportiva de Colón | El Huracán        | Rojas     |
| 2017 Torneo de las Tres Ligas        | Liga Deportiva de Fútbol de Rojas, Liga Deportiva de General Arenales, Liga Deportiva de Colón | Racing Club       | Colón     |
| 2020 Torneo General Arenales / Colón | Liga Deportiva de General Arenales, Liga Deportiva de Colón | Desierto          | Desierto  |
| 2023 Torneo de las Seis Ligas        | Liga Deportiva del Oeste, Liga Deportiva de Chacabuco, Liga Deportiva de General Arenales, Liga Deportiva de Colón, Liga Deportiva de Fútbol de Rojas, Liga de Fútbol de Pergamino                        | Argentino         | Rojas     |

### Torneos interligas por club
| Equipo                                                    | Ciudad                                                    | Total | Campeonatos                                                                         |
| --------------------------------------------------------- | --------------------------------------------------------- | ----- | ----------------------------------------------------------------------------------- |
| Social                                                    | Ascensión                                                 | 4     | 2005 (Arenales/Vedia), 2009 (Cuatro Ligas), 2011 (Siete Ligas), 2013 (Cuatro Ligas) |
| Ambos Mundos                                              | Junín                                                     | 1     | 2008 (Cuatro Ligas)                                                                 |
| Argentino                                                 | Rojas                                                     | 1     | 2023 (Tres Ligas)                                                                   |
| Colonial                                                  | Ferré                                                     | 1     | 2007 (Cuatro Ligas)                                                                 |
| Defensores                                                | Salto                                                     | 1     | 2010 (Siete Ligas)                                                                  |
| El Huracán                                                | Rojas                                                     | 1     | 2016 (Tres Ligas)                                                                   |
| El Linqueño                                               | Lincoln                                                   | 1     | 2015 (Cuatro Ligas)                                                                 |
| Jorge Newbery                                             | Junín                                                     | 1     | 2012 (Seis Ligas)                                                                   |
| Racing Club                                               | Colón                                                     | 1     | 2017 (Tres Ligas)                                                                   |
| Sportivo Barracas                                         | Colón                                                     | 1     | 2014 (Seis Ligas)                                                                   |
| Campeonatos desiertos/sin resolución/años sin campeonatos | Campeonatos desiertos/sin resolución/años sin campeonatos | 1     | 2020                                                                                |

### Total de campeonatos por club
| Equipo                                                    | Ciudad                                                    | Total | Campeonatos |
| --------------------------------------------------------- | --------------------------------------------------------- | ----- | --- |
| Arenales F.C.                                             | General Arenales                                          | 19    | 1930, 1973, 1974, 1975, 1976, 1981, 1983, 1984, 1985, 1986, 1988, 1992, 1993, 1994, 2001, 2003, 2018 (Apertura), 2022 (Clausura), 2023 (Apertura)  |
| Singlar Club                                              | Ascensión                                                 | 15    | 1935, 1952, 1961, 1964, 1972, 1991, 1996, 2000, 2002, 2006, 2008, 2017, 2018 (Clausura), 2019 (Clausura), 2023 (Clausura)                          |
| Colonial                                                  | Ferré                                                     | 13    | 1963, 1969, 1977, 1978, 1987, 1990, 1995 (Apertura), 1995 (Clausura), 1997 (Apertura), 2007 (Cuatro Ligas), 2016, 2019 (Apertura), 2022 (Apertura) |
| Social                                                    | Ascensión                                                 | 13    | 2004, 2005 (Único), 2005 (Arenales/Vedia), 2007, 2009 (Único), 2009 (Cuatro Ligas), 2010, 2011, 2012, 2013, 2014, 2015 (Apertura), 2015 (Clausura) |
| Huracán                                                   | Arribeños                                                 | 8     | 1931, 1933, 1934, 1936, 1938, 1970, 1997 (Clausura), 2021                                                                                          |
| 12 de Octubre                                             | Ferré                                                     | 4     | 1979, 1982, 1998, 1999 |
| Juventud Unida                                            | Estación Ascensión                                        | 4     | 1956, 1957, 1958, 1959 |
| E.A.S.                                                    | Ferré                                                     | 2     | 1971, 1972 |
| Ham Racing Club                                           | Ascensión                                                 | 2     | 1967, 1968 |
| Los Diablos Rojos                                         | La Angelita                                               | 2     | 1965, 1966 |
| Once Estrellas                                            | Ascensión                                                 | 2     | 1950, 1960 |
| Atlético Fortín Tiburcio                                  | Fortín Tiburcio                                           | 1     | 1953 |
| Belgrano                                                  | General Arenales                                          | 2     | 1980, 1989 |
| Las Mercedes                                              | Las Mercedes                                              | 1     | 1962 |
| Sportivo F.C.                                             | General Arenales                                          | 1     | 1937 |
| Campeonatos sin registros conocidos                       | Campeonatos sin registros conocidos                       | 11    | 1939, 1940, 1941, 1942, 1943, 1944, 1945, 1946, 1947, 1948, 1949                                                                                   |
| Campeonatos desiertos/sin resolución/años sin campeonatos | Campeonatos desiertos/sin resolución/años sin campeonatos | 6     | 1932, 1951, 1954, 1955,2020 |